# Neotrionymus guandunensis
Neotrionymus guandunensis är en insektsart som först beskrevs av Borchsenius 1958.  Neotrionymus guandunensis ingår i släktet Neotrionymus och familjen ullsköldlöss. Inga underarter finns listade i Catalogue of Life.